# اندری نیمان
اندری نیمان (انگلیسی: Andries Nieman؛ زادهٔ ۱۱ سپتامبر ۱۹۲۷) بوکسور اهل آفریقای جنوبی است.